# Коллін (округ, Техас)
Шаблон:StateAbbr_ 33°11′ пн. ш. 96°35′ зх. д. / 33.18° пн. ш. 96.58° зх. д.
Округ Коллін (англ. Collin County) — округ (графство) у штаті Техас, США. Ідентифікатор округу 48085.

## Історія
Округ утворений 1846 року.

## Демографія
За даними перепису 2000 року загальне населення округу становило 491675 осіб, зокрема міського населення було 441559, а сільського — 50116. Серед мешканців округу чоловіків було 245633, а жінок — 246042. В окрузі було 181970 домогосподарств, 132268 родин, які мешкали в 194892 будинках. Середній розмір родини становив 3,18.
Віковий розподіл населення поданий у таблиці:
| Стать    | До 15 років | 15-21 | 22-29 | 30-39 | 40-49 | 50-65 | 65-85 | Понад 85 |
| -------- | ----------- | ----- | ----- | ----- | ----- | ----- | ----- | -------- |
| Чоловіки | 62052       | 21024 | 27955 | 49952 | 41169 | 32714 | 10056 | 711      |
| Жінки    | 59149       | 18945 | 29016 | 50082 | 41382 | 32383 | 13165 | 1920     |

## Виноски
1. ↑  http://www.tshaonline.org/handbook/online/articles/hcc16
2. ↑  U.S. Decennial Census. United States Census Bureau. Архів оригіналу за 26 квітня 2015. Процитовано 21 квітня 2015.
3. ↑  Texas Almanac: Population History of Counties from 1850–2010 (PDF). Texas Almanac. Архів оригіналу (PDF) за 26 лютого 2015. Процитовано 21 квітня 2015.
4. ↑  State & County QuickFacts. United States Census Bureau. Архів оригіналу за 30 червня 2011. Процитовано 9 грудня 2013.(англ.) Наведено за англійською вікіпедією.
5. ↑  American FactFinder. Бюро перепису населення США. Архів оригіналу за 29 липня 2011. Процитовано 31 січня 2008.

| США | Це незавершена стаття з географії США. Ви можете допомогти проєкту, виправивши або дописавши її. |